# Rogo all'Associazione Stampa dell'Emilia-Romagna
Il rogo all'Associazione Stampa dell'Emilia-Romagna fu un attentato terroristico avvenuto a Bologna il 13 marzo 1979.
Alle ore 16:55, un gruppo armato composto da due uomini e una donna ha fatto irruzione a volto coperto negli uffici dell'ASEM (Associazione Stampa Emilia-Romagna e Marche) al civico 6 di via San Giorgio. Dopo aver bloccato e derubato due persone (un impiegato e la vedova di un giornalista che stava ritirando la pensione) presenti nella sede e aver sottratto documenti e altro denaro dai cassetti, i terroristi hanno lanciato una bomba al fosforo appiccando il fuoco nei locali. L'intervento dei vigili del fuoco è riuscito a domare le fiamme e a salvare i due malcapitati imprigionati nell'incendio ma le esalazioni della combustione avevano raggiunto i piani superiori dell'edificio dove si trovavano tre donne. La signora Ester Ginnasi Poggiolini, di 82 anni, è stata ricoverata d'urgenza per una forte asfissia e la signora Tiziana Bontempi è riuscita a scappare dai tetti. La signora Graziella Fava, collaboratrice domestica di 59 anni, è morta asfissiata sul pianerottolo dell'edificio.
Con una telefonata anonima al quotidiano Il Resto del Carlino l'attentato è stato rivendicato dai Gatti Selvaggi, un'organizzazione armata di estrema sinistra attiva nell'area di Bologna nella seconda metà degli anni settanta, responsabile anche di una serie di ferimenti e di attentati incendiari. Il nome si rifaceva sia alla pratica dello sciopero a gatto selvaggio, sia all'omonimo circolo politico di estrema sinistra sito a Bologna in via Quadri, diventato tristemente famoso per essere stato il luogo di ritrovo del gruppo di fuoco che nel 1974 uccise il carabiniere Andrea Lombardini in quelli che sono conosciuti come i fatti di Argelato.
I funerali di Graziella Fava si svolgeranno il 16 marzo nella basilica di San Petronio in forma solenne. Dopo la cerimonia si formerà un corteo con le massime autorità cittadine lungo via Ugo Bassi, da piazza Maggiore a piazza San Francesco. Verrà proclamato il lutto cittadino e convocata una manifestazione.
Le indagini non hanno mai condotto ad alcun colpevole ed il delitto resta ancora impunito. Alla memoria di Fava è stato dedicato un giardino pubblico nel quartiere Porto-Saragozza di Bologna.